# 法尼基轉移酶
法尼基转移酶（英語：Farnesyltransferase）是三種轉異戊二烯酶(prenyltransferase)的其中一種。法尼基转移酶(FTase)是在蛋白質上加一個15個碳的萜烯而產生了一個CaaX的模段(motif)：一種在蛋白質C端的四個胺基酸序列。
法尼基转移酶的標的蛋白質包括對細胞週期進行很重要的small GTP-bindding protein中Ras superfamily的成員。因此，許多將法尼基转移酶抑制劑開發成抗癌藥的試驗正進行著。法尼基转移酶抑制劑在對抗寄生蟲方面也有不錯的效果。也有人相信FTase在早老症(早年衰老症候群，progeria)和許多癌症的病程上扮演著重要的角色。